# Sanopus splendidus
Sanopus splendidus (лат.) — вид лучепёрых рыб из рода Sanopus семейства батраховых. Распространён в Западной Атлантике: известен только из вод у острова Косумель (Мексика) и Белиза. Максимальная длина тела 24 см. Брюшные плавники полностью жёлтые, а спинной, хвостовой, анальный и грудные плавники имеют жёлтые края. Морские тропическое донные рыбы, ассоциированные с коралловыми рифами. Ведут оседлый образ жизни. Встречаются на глубинах от 8 до 25 м, обычно 10—15 м. Обитают в основном в скалистых пещерах или около них. Питаются мелкими рыбами, улитками и полихетами. Коммерческого интереса не представляют. Считаются вымирающим видом.